# 24 Camelopardalis
24 Camelopardalis, som är stjärnans Flamsteed-beteckning, är en ensam stjärna i den sydvästra delen av stjärnbilden Giraffen. Den har en  skenbar magnitud på ca 6,05 och är mycket svagt synlig för blotta ögat där ljusföroreningar ej förekommer. Baserat på parallaxmätning inom Hipparcosuppdraget på ca 17,0 mas, beräknas den befinna sig på ett avstånd på ca 192 ljusår (ca 59 parsek) från solen. Den rör sig närmare solen med en heliocentrisk radialhastighet på ca –31 km/s.

## Egenskaper
24 Camelopardalis är en gul till orange jättestjärna av spektralklass K0 III, som har förbrukat förrådet av väte i dess kärna och utvecklats bort från huvudserien. Den har en massa som är ca 1,6 solmassor, en radie som är ca 5 solradier  och utsänder ca 14 gånger mera energi än solen från dess fotosfär vid en effektiv temperatur på ca 4 900 K.